# Ficuzza
Ficuzza is een plaats (frazione) in de Italiaanse gemeente Corleone.